# جيروم جونسون
جيروم جونسون (بالإنجليزية: Jerome Johnson)‏ هو لاعب كرة قدم أمريكية أمريكي، ولد في 19 يناير 1985 في لوس أنجلوس في الولايات المتحدة.

## وصلات خارجية
- جيروم جونسون على موقع مرجع كرة القدم المحترفة.كوم (الإنجليزية)